# Sibila de Acerra
Sibila de Acerra o Sibila de Aquino, más tarde llamada Sibila de Medania (antes de 1165 - después de 1195) fue  reina de Sicilia y esposa de Tancredo de Lecce. Fue regente de Sicilia durante la minoría de su hijo Guillermo III. También era hermana del conde Ricardo de Acerra.

## Biografía
En 1190, Tancredo de Lecce sucedió a su primo Guillermo II, rey de Sicilia, a pesar de la oposición de su tía Constanza, casada con el emperador Enrique VI del Sacro Imperio Romano Germánico, quien consideraba que el origen ilegítimo de Tancredo impedía su ascenso al trono. En 1191, Enrique VI intentó invadir el reino, pero fue derrotado y tuvo que retirarse, mientras que Constanza fue capturada. Tancredo primero llevó a Constanza a Palermo bajo la supervisión de Sibila, comiendo lo mismo y durmiendo en la misma habitación. Sibila se opuso firmemente a que Tancredo honrara a Constanza, creyendo que esto equivaldría a un reconocimiento explícito de sus afirmaciones. Al descubrir que la prisionera atraía la simpatía de la población local, Sibila sugirió ejecutarla, pero Tancredo se opuso, temiendo perder popularidad y considerándola como rehén para obligar a Enrique VI a firmar la paz.
Sibila habló con el canciller Mateo de Ajello sobre el mejor lugar para enviar a Constanza, y finalmente su elección se centró en el castel dell'Ovo, una fortaleza ubicada en una isla en Nápoles. Sin embargo, bajo la influencia del papa Celestino III, Tancredo envió a su tía a Roma, a cambio del reconocimiento pontificio como rey de Sicilia. En el camino, Constanza fue liberada en agosto de 1192 por soldados germánicos. Tancredo murió en 1194 y Sibila se convirtió en regente del reino en nombre de su hijo Guillermo III. Enrique VI invadió nuevamente el reino y, mientras su ejército cruzaba el estrecho de Mesina, Sibila negocio un acuerdo, por el cual Guillermo III retendría el Condado de Lecce.
Sibila asistió a la coronación de Enrique y Constanza en la catedral de Palermo el 25 de diciembre de 1194. Unos días después, ella y sus principales partidarios, Nicolás de Ajello, hijo de Mateo y arzobispo de Salerno, y el almirante Margaritone de Bríndisi son arrestados y encarcelados en Alemania con su hijo y sus hijas. Sibila logró escapar a Francia mientras el papa Inocencio III intervino con Enrique para exigir su liberación. Su hermano Ricardo fue ahorcado en represalia por la captura de Constanza. Sibila falleció en 1195. 

## Descendencia
Sibila de Acerra y Tancredo tuvieron seis hijos:
- Roger III, rey asociado con su padre.
- Guillermo III, rey de Sicilia.
- Sibila o Mandania, casada con Roberto de Montescaglioso, noble napolitano.
- Elvira (fallecida en 1231), casada con Gualterio III, conde de Brienne.
- Constanza, casada con Pietro Ziani, futuro dux de Venecia.
- Valdrada, casado con Jacopo Tiepolo, futuro dux de Venecia.